# Marco Annio Libone
Marco Annio Libone (greco: Μαρκου Αννιου Λιβωνος; ... – 162) è stato un politico romano del II secolo d.C., figlio del console Marco Annio Vero e di Rupilia Faustina.
È stato console ordinario nel 128 e console suffetto nel 161.

## Biografia
Il padre discendeva da una famiglia senatoria insediatasi in Spagna, mentre la madre era la figlia del console suffetto Lucio Scribonio Libone e di Salonina Matidia, nipote dell'imperatore Traiano: il cognomen Libone deriva quindi da quello del nonno materno. Ebbe una sorella maggiore, Faustina maggiore, e un fratello minore, Marco Annio Vero, padre dell'imperatore Marco Aurelio.
Libone raggiunse il consolato nel 128. In quest'anno, il suo nome compare in un papiro rinvenuto nel 1961 nel deserto della Giudea, contenente un contratto matrimoniale redatto in greco ed aramaico, datato al 4 aprile 128.
Libone sposò una nobildonna di nome Fundania Plauzia da cui ebbe due figli:
- l'omonimo Marco Annio Libone, legato in Siria nel 162 al seguito della Campagna Partica di Marco Aurelio e Lucio Vero: qui trovò la morte, forse per un avvelenamento ad opera dei due imperatori;
- Annia Fundania Faustina, data in sposa, alla morte di Libone, da Lucio Vero ad un liberto di origine greca di nome Agaclyto, contro il volere di Marco Aurelio.